# 清朝後宮
清朝後宮，此頁面敘述的是清朝帝王後宮的相關制度。清朝后宫中除皇帝外，还有他的妻妾、儿女、母亲，服务的宦官、宫女以及其他为皇室服务的仆役。

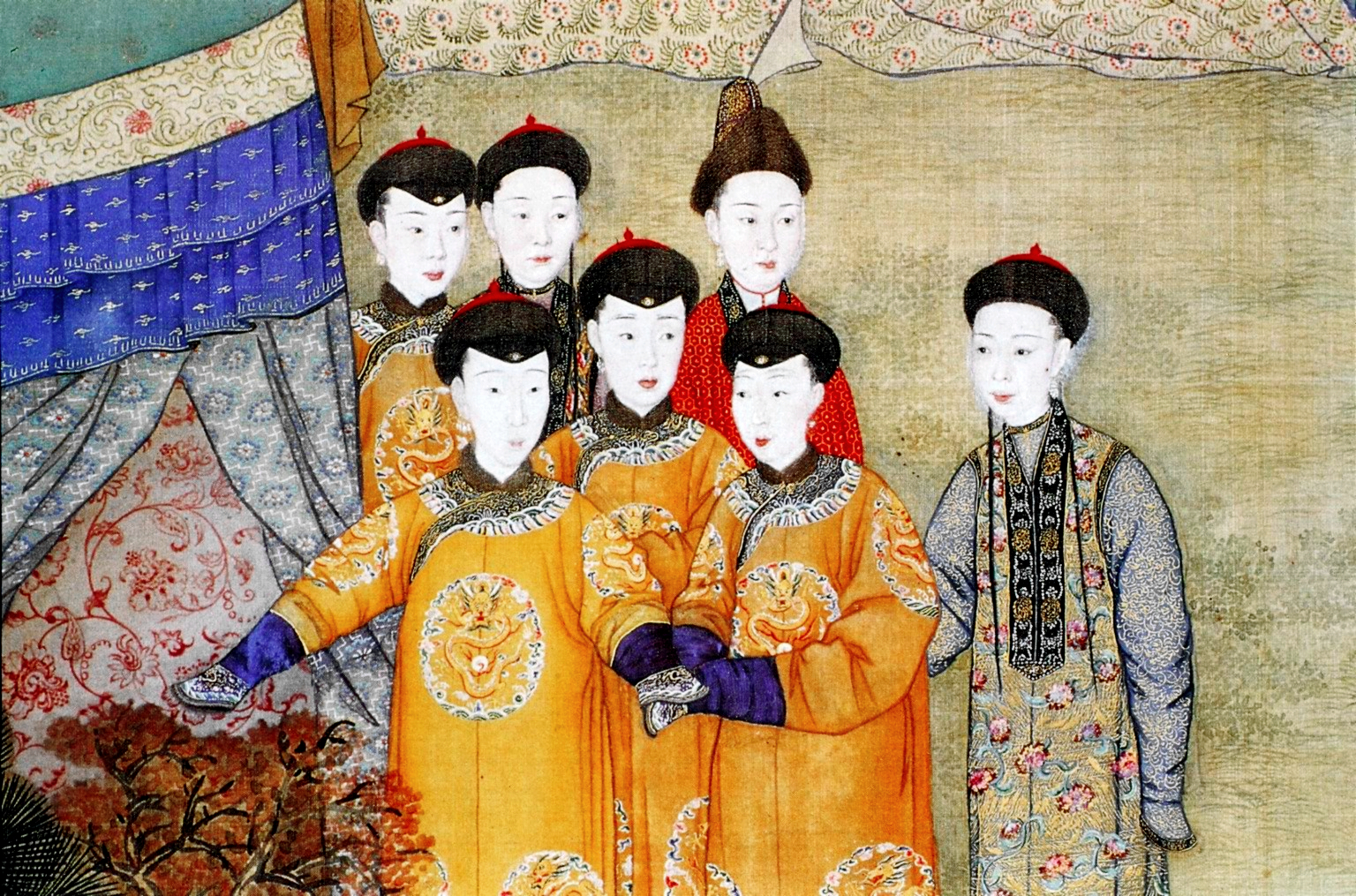
乾隆帝的妃嫔肖像

## 皇后和妃嫔

### 后金时期

#### 努爾哈赤時期

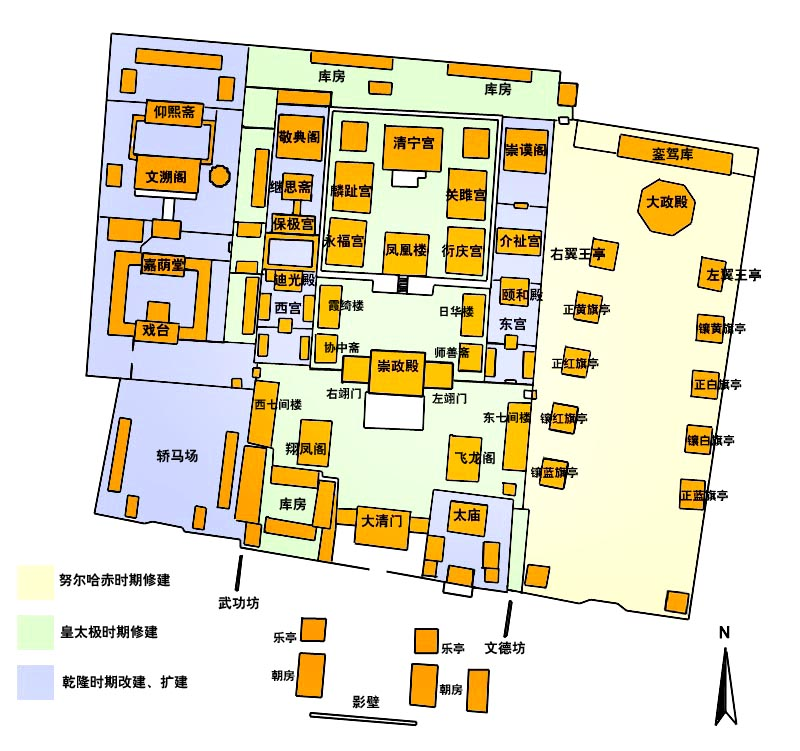
沈阳故宫平面图

后金建立初期，努尔哈赤的妻妾尚無一套完整且系統化的編制。当时，满洲贵族奉行一夫多妻多妾制，贵族的妻子們均被称福晋（fujin）。努尔哈赤的福晋，根据她們被娶入顺序的不同及身份，可以被區分為 neneme gaiha fujin (直譯為原娶之福晋) 、jai gaiha anggasi fujin (直譯為再娶的寡婦福晉) 等稱號，諸位妻子之間並無一夫一妻多妾制下嚴格的嫡庶之分。
努尔哈赤称汗后，宮闈未有正式位號，诸位妻子仍依照习俗称為福晋。统称她們为 (fujisa) ，即福晋（fujin）的复数，漢語翻译为“众福晋”。众福晋之上有大福晋（amba fujin）一名，众福晋之下是 ajige fujin（直译为小福晋）、buya sargan（直译为小妻）、gucihi（地位接近于婢妾），又有sula hehesi（直译为闲散妇人）、gege（格格）。后世史书以“后妃”称之，并非当时的称谓。
天命五年三月初十日，《滿文老檔·第十四冊》記載「小福晋塔因查 (tainca gebungge ajige fujin) 以举发故，着加荐拔，陪汗同桌用膳而不避。」天命十年五月初一日，努尔哈赤曰：「福晋乱行，准闲散妇人 (sula hehesi) 举发，且将举发之妇人举而养之。妾 (gucihi) 举发福晋，则杀有罪之福晋，并以举发之妾与夫同居。」由此可見，福晉以下位份最高的小福晉除非特別許可，否則沒有機會陪伴汗王同桌用膳，而婢妾 (gucihi) 除非特別許可，否則沒有資格與汗王同居。

#### 皇太極時期
第二任大汗皇太極在位时，按例册封三位福晋，即中宫福晋、东宫福晋和西宫福晋。皇太極最先册立了中宫福晋和西宫福晋（具体何人已无法考证），又在天聪六年（1632年）二月册立戴青貝勒之女扎鲁特博尔济吉特氏为东宫福晋。
天聪九年（1635年）十月初七日，刚生下第二个女儿的扎鲁特博尔济吉特氏被皇太极改嫁給叶赫部的南褚。改元崇德前，皇太極又將貝勒阿納布之女福晉葉赫那拉氏賜給前內大臣占·土謝圖為妻。這充分显示了皇太极对待妻妾轻慢的态度，亦表明当时后金与中原完全不同的贞操观。皇太极众多妻妾中，亦有改嫁而来的寡妇。在努尔哈赤和皇太极执政时期，后金社会沿未形成女性守贞的风气，公主和福晋守寡再嫁亦是常有之事。直至清军入关，「从一而终」才開始成为女性婚姻生活的常态。自皇太极后，清帝后妃中亦无明确记载改嫁和再婚之人。退位多年的末代皇帝溥仪在1931年与文绣离婚时，中國社會對待女性再婚已較為開放，但他亦要求文绣不得再嫁。
崇德元年（1636年），皇太極在於關外盛京稱帝並建國號大清。七月改宮制為五宮制（又稱崇德五宮），册立哲哲为国君福晋（对应满文：ejen fujin）；海兰珠为东大福晋（dergi amba fujin）；娜木钟为西大福晋（wargi amba fujin）；巴特瑪璪为东侧福晋（dergi ashan i fujin）；布木布泰为西侧福晋（wargi ashan i fujin）。

### 順治朝
順治帝妃位以下的妃嬪被統稱為庶妃，庶妃分為小福晉、福晋和格格三级，惟有部分少未正式册封的妃在檔案中被归纳为庶妃。不过，部分档案和后世的记录存有差距，如在陵寝事宜易知記為福晋，實則在档案里写作格格，而被新帝稱為額捏（滿語：母親）福晉的後宮，依據姓氏推斷是《清史稿·卷二百十四·后妃傳》中記錄的生育過皇子或皇女的庶妃。
順治朝的福晋級庶妃在禮制上略同于贵人，均為无封号，无册封禮且不限數量的，而格格級的庶妃相当于常在，惟格格級的庶妃所享的宫分可能比后来的常在还要低。
值得一提的是小福晋內亦會再細分為两个等級，小福晉雖與格格明顯為兩個不同的等級，在宮中的待遇截然不同，但是這兩個級別在檔案中經常進行混稱。例如裕憲親王福全的生母庶妃董鄂氏被聖祖尊封为寧愨妃之前，曾被稱為小福晉和格格。
順治十五年，禮部官員建議設置：
- 乾清宮設夫人、淑儀各一位，婉侍六位，柔婉、方婉各三十位。
- 慈寧宮設貞容一位、慎容二位，另有勤侍無定數。

順治帝的後宮裏除了孝惠章皇后博爾濟吉特氏、孝獻端敬皇后董鄂氏和被娘家接回蒙古的靜妃額爾德尼布木巴之外，實則並沒有其他在順治朝達到妃位的內廷主位。值得一提的是因為嬪位在順治朝並未正式實行，所以石氏和其他三位博爾濟吉特氏出身之后妃所身處的福晉級實際上是僅次於皇后、皇貴妃和妃位的級別。
此外，依照明朝「六局一司」之例在宮廷設置女官若干人。儘管以上的極大部分設置都從未真正的實行過，但是魏源《古微堂詩集》卷四《都中吟》有「女樂革自乾隆中」之句，引高宗御製《和白居易樂府上陽宮人曲》為證，內稱「國初女樂沿明季，康熙女樂不盈千，雍正僅存十之七，乾隆無一女樂焉」。乾隆帝晚年亦回顧說：「至於女樂，自即位以來即不用。」乾隆帝除明言自己於即位之初已摒棄女樂外，還直露無隱地表示父祖兩朝曾有類似女官的女樂。

### 康熙朝
康熙帝享国时长，在位六十一年，妃嫔众多。虽然，康熙朝妃嫔的册封制度日渐完善，但嫔御享受相应待遇，而长期未獲正式册封亦为常事。如康熙三十六年（1697年）的《康熙朝滿文硃批》顯示，享妃位待遇者有六人，而當時正式冊封為妃者僅有四人。这些嫔御的具体地位、待遇不一，有嫔位，有妃位，甚至有貴妃待遇者，平妃赫舍里氏在逝世时被清初重臣王熙稱為貴妃。庶妃王氏在大臣的奏摺內被稱為王嬪。到康熙朝末年，这种情况仍然存在，甚至是早已生育皇子多年的嫔御。
除庶妃外，康熙帝的後宮尚有「大答應」、「小答應」、「格格」、「學生」的稱號，大答應如令答應之流在宮廷檔案中與常在或以上的乾清宮主位被區分開，屬於答應一級中地位較高者，並且有資格葬入妃園寢。小答應如玉答應之流比大答應的地位還低，不僅沒有資格在檔案中與大答應及乾清宮主位一起出現，甚至沒有資格葬入妃園寢。格格和學生的地位暫不詳，僅知聖祖位下的後宮直至乾隆初年尚有格格和學生之號，如霍格格、鳳學生和學生金官，均居住在寧壽宮。

### 雍正朝起
在史料、相關戲劇及作品中，廣為人知的編制是在雍正帝在位時才大致完備：
- 皇后一人
- 皇貴妃一人
- 貴妃二人
- 妃四人。
- 嬪六人。
- 貴人無定數。
- 常在無定數。
- 答應無定數。乾隆七年《钦定宫中现行则例》所載的最低等的妃嬪，「服八缎答应」这种按照宫分对内廷低级主位的称谓在乾隆初年仍然存在着，亦可写作“穿八疋缎子答应”。

道光朝起，開始有妃嬪被褫革位份，稱為官女子。官女子是一個在清代中具有多重含義的稱呼，除了受到降位處分的嬪妃之外，還可指普通宮女、皇子低等侍妾，以及內務府包衣中的年輕女性。
- 官女子：她們的吃穿用度與作為宮女的官女子相同，但依然保持作為主位的一些待遇，例如可以保留在身邊服侍的一名宮女和幾名太監[9]。作為妃嬪的官女子去世後，並不會葬入皇陵，例如道光十二年四月初五日，睦官女子落水身故，被送到六道口埋葬[10][11]。目前所見，妃嬪受到降位處分，稱為官女子的例子僅有三例，包括道光十二年四月初三日，睦答應被降為睦官女子[12]、道光十五年二月十四日，劉答應被降為劉官女子[13]、咸豐五年六月十七日，玟常在因凌虐使女，並且與太監孫來福任意談笑，而被咸豐帝褫革位份，降為徐官女子[14]。

在清宮檔案中，對一些妃嬪的去世，特別是地位較低的嬪御，所用的名詞不規範和不統一。例如紅羅炭增減檔稱謙妃去世為「夢遊」；稱馬常在去世為「薨逝」。在內務府來文中稱李常在去世為「脫逝」，內務府奏案稱藍貴人去世為「薨逝」。
顺治十八年規定未有封号宫人的丧葬礼葬皆由礼部行文各衙门备办，直至乾隆四十年才規定常在以下的丧礼皆由内务府办理。乾隆年间的内务府奏案稱，向来答应等均安放在曹八里屯及安定门外大道旁，每年祭祀，而道光帝睦官女子赫舍里氏落水身故後，則葬於六道口。未葬入妃園寢的后妃應該極大部分葬於上述三個地方。
理論上，皇贵妃至嬪位的后妃可用寓意吉祥或美德之字作为徽号，並且擁有滿語意思。例如仁宗華妃候佳氏的封號滿文為「gincihiyan」，意思为“秀美的”。在清朝中期及中後期，后妃的封號可以一模一樣，但封號的滿文意思絕不可以一樣。嘉庆九年，相关衙门制作牌位的时候，发现华妃的封号“华”字的满文为“yangsangga”，意思为“俏丽”。这个封號的滿文意思因与雍正帝齐妃封號的满文意思一樣而更改為「gincihiyan」。

### 妃出身
清入关后，后宫妃嫔主要来自满、汉、蒙八旗女子。她们通过外八旗选秀选进皇宫，成为皇帝的妾室。或者在亲王登基后，他的妾室通过册封，成为妃嫔，拥有新的封号。除此之外，极少数的女子通其它方式成为皇帝的妃嫔。如乾隆帝的容妃，入宫后被封为贵人，后累进为妃。
皇后一是皇帝成年后大婚直接册立，二是由妃嬪升册为皇后，三是亲王登基，嫡福晋册立为皇后。由于康熙朝後实行密储制度，因此在康熙朝之後僅有孝哲毅皇后和孝定景皇后是皇帝大婚直接册立为后的。
- 八旗選秀女

秀女每三年一選，各旗適逢選期時，需為旗中適齡的未婚女子編交名冊，之後統一送入宮中備選。在選秀日期訂定後，再由各旗將旗下各族女子分成數輛馬車載往宮中進行初選。初選以外貌儀態為主，由總管太監每數人一組的進行。初選通過者，可留下寫有姓名的木牌子（稱留牌子）。複選除了更加嚴細的審視外貌，同時也考查秀女的手藝，（如女紅、灑掃應對等），未通過複選即遣送出宮（稱撂牌子），並由原車送回。
通過複選者，在準備期過後，便直接進宮成為低階嬪妃（答應、常在及貴人）。由於是三年一次的定選，因此有時年事已高的皇帝常會將秀女賜給近支宗室為妻。八旗秀女選時還規定，姑姪、姊妹不得同選，但仍不時有姊妹或姑姪同侍一帝的情況，尤其是在清前期，如皇太極的孝端和孝莊兩后就互為姑姪；清末光緒帝的珍妃、瑾妃，實為異母姊妹。

### 妃統計
- 兩位太皇太后：

1. 昭聖慈壽太皇太后：清朝首位太皇太后，順治帝生母。
2. 慈禧太皇太后：在下詔由溥儀繼位後成為清朝第二、也是最後的太皇太后。

- 十一位皇太后：

1. 清順治朝：皇太后博爾濟吉特氏[15]
2. 清順治朝：昭聖皇太后
3. 清康熙朝：仁憲皇太后
4. 清康熙朝：慈和皇太后
5. 清雍正朝：仁壽皇太后[16]
6. 清乾隆朝：崇慶皇太后
7. 清道光朝：恭慈皇太后
8. 清咸豐朝：康慈皇太后[17]
9. 清同治、光緒兩朝：慈安皇太后
10. 清同治、光緒兩朝：慈禧皇太后
11. 清宣統朝：隆裕皇太后

- 三十四位皇后（包括廢后）：
  - 十七位追冊皇后（廢后以 斜體字 列出）：

1. 清肇祖原皇后
2. 清興祖直皇后
3. 清景祖翼皇后
4. 清顯祖宣皇后
5. 清太祖孝慈高皇后
6. 清太祖孝烈武皇后
7. 清太宗孝莊文皇后
8. 清成宗敬孝義皇后
9. 清世祖孝獻皇后
10. 清世祖孝康章皇后
11. 清聖祖孝恭仁皇后
12. 清世宗孝聖憲皇后
13. 清高宗孝儀純皇后
14. 清宣宗孝穆成皇后
15. 清宣宗孝静成皇后
16. 清文宗孝德顯皇后
17. 清文宗孝欽顯皇后

- - 十七位生前冊立的皇后（廢后以 斜體字 列出）：

1. 清太宗孝端文皇后
2. 清世祖孝惠章皇后
3. 清世祖额尔德尼布木巴
4. 清聖祖孝誠仁皇后
5. 清聖祖孝昭仁皇后
6. 清聖祖孝懿仁皇后
7. 清世宗孝敬憲皇后
8. 清高宗孝賢純皇后
9. 清高宗继皇后
10. 清仁宗孝淑睿皇后
11. 清仁宗孝和睿皇后
12. 清宣宗孝慎成皇后
13. 清宣宗孝全成皇后
14. 清文宗孝貞顯皇后
15. 清穆宗孝哲毅皇后
16. 清德宗孝定景皇后
17. 溥儀婉容皇后

- - 廢后：

1. 清太祖孝烈武皇后（在順治朝被追奪皇后諡號、罷出太廟。）
2. 清世祖额尔德尼布木巴
3. 清成宗敬孝義皇后

- - 清高宗继皇后[18]

## 前朝妃
- 先朝嬪御隨侍於皇太后或太皇太后旁時，若皇帝來訪則須立即迴避，除非先朝嬪御和皇帝逾五十歲才能相見面。例如，在嘉庆元年六月，太上皇和嘉庆帝在热河行宮，留在宫里的皇后和贵妃奉太上皇的旨意去热河。皇后向嘉庆帝请旨，到了热河给太上皇请安是否要进荷包。嘉庆帝朱笔：「我问过颖妃娘娘，到热河之日自应进如意。」

## 皇子皇女
康熙二十年十月十三日，总管内务府下各司关于宫廷用项开支银两的奏本中，錄入了准会计司来文。該來文稱已选取头德依佐领下护军刀万之妻為兆祥所阿哥喂奶之者。为了给其子喂奶，相關部門以银七十四两买得正白旗伯费扬古佐领下乌色家内自湖广军中带来之妇庆姑。由此可知，当时位于景福宫北面的兆祥所為皇子居所，在满文档案里也有住过小公主的記載。此外，内务府會挑选合意的内务府三旗出身的妇女给皇子、皇女做乳母，选中乳母后再另给她年幼的子女雇用奶妈。
根據《国朝宫史》的记载，在乾隆二年六月十五日，上谕：「总管等告知诸母妃，照看小阿哥、公主，所穿衣服不必用织绣等物，过于华丽。只用随常衣服，为幼年惜福之道。」由此可見，寧壽宮聖祖諸妃和壽康宮世宗諸妃在乾隆朝初期撫養着高宗的子女。《乾隆帝起居注》亦記載乾隆三年十月十二日，皇太子永璉病篤時，高宗和崇慶皇太后一起到寧壽宮看疾。
根据《乾隆至嘉庆添碳底账》的記載，五福堂曾有添公主之事，而《雍和宮滿文檔案譯編》錄入的乾隆十一年十一月，給發乾清宮等處新添坐更太監衣物事的奏本中，有五福堂阿哥的稱呼。除此此外，乾隆十七年五月二十八日，管理都统事务理藩院侍郎汪扎尔等曾奏闻用过银叶数目事，准营造司郎中穆隆阿等文开，五福堂遇喜处所用吉祥摇车和摇车架子各一份俱照例已向广储司领用材料。由此说明，當時的五福堂是皇子皇女的出生地，而非内廷妃嫔日常生活起居的住所。

## 為皇室服務者

### 宫女
清朝后宫中的宫女主要来自內務府選秀女。內務府每年選一次秀女，對象为內務府管轄的上三旗包衣女子，年齡約在12-15歳不等。同樣的在經過和秀女幾乎相同的手續後，被选中的秀女便入宮成為宮女，並分配至各宮殿服務，服務期間等級和年資可按月得到賞錢（薪資）。
這些宮女在宮中服務十到十數年不等，便放出宮回家（除非期間受寵幸而成為妃嬪），在她們出宮的同時，便由新選進宮的宮女接替。而在宮中服務的期間，若是有幸得到賞賜，出宮也可一並帶走，而依慣例，清宮在宮女出宮時原定“进内十五年以上，给30两。十五年以内，20两。十年以内，10两。”道光後修改，贵人以下主位位下的宫女，满十年或十年以上的均给10两。未满十年的不赏。此類賞賜由本主賞給，可作為出宮後的粧匲，因此入宮為婢，不但可按月得到賞錢到、又可順便學習宮中的規矩，於是許多富貴人家，都視為一種婚前的新娘修行。但如果在服務期間身有重病、犯下大錯、過於笨拙等，則立即遣送出宮。
道光朝宮女年銀6兩，通常過年時本主依例會給賞銀。
- 宮女分配
  - 皇太后：12位
  - 皇后：10位
  - 皇貴妃：8位
  - 貴妃：8位
  - 妃：6位
  - 嬪：6位
  - 貴人：4位
  - 常在：3位
  - 答應：2位

### 宦官
清朝太監僅由民人擔任。 雍正二年諭旨：“新進內監，查明不是旗人，年十五六歲以下者，著掌儀司、會計司、驗淨首令太監帶來引見。若將旗人帶來，一經查出，將原保人員、驗淨首領內監一併治罪”。雍正十三年一月諭旨：“設總管太監等自行見阿哥等，必當拜跪請安，阿哥等賜坐，必當席地而坐。即內宮之宮眷，雖答應之微，爾總管不可不跪拜也。阿哥之家眷，雖宮女之微，爾總管不可不跪拜也。”。清朝太監不許擅動武器，亦不許肆行跑馬，違者重罰。

### 內管領及服役人
內管領即「辛者庫牛錄」。皇太后、皇后宮差務三旗三十内管領輪直承應，皇太后宮服役人二十名，皇后宫服役人十五名，皇貴妃二内管領下承直服役人十二名，貴妃一内管領下承直服役人十名，妃一内管領下承直服役人七名，嬪一内管領下承直服役人五名，貴人服役人三名。常在服役人二名。皇太后行在駐蹕處内管領四人内副管領二人，皇后駐蹕處内管領四人内副管領二人承直。

### 隨侍婦人
隨侍婦人（dahara hehesi），意為跟隨的婦人們。因八旗旗主與本旗旗員是主僕關係，八旗旗人之妻要輪番隨侍本旗之王、貝勒福晉及貝子、公夫人，隸屬於皇帝的上三旗亦要入宮服侍主子，通常是常在以上位分為主子，答應在文獻中通常以大答應、小答應與主子分列。

### 八旗命婦
與隨侍婦人相同情形，或源自於隨侍婦人。

### 蘇拉
滿語蘇拉是閒散的意思，「閑散旗人」供役內廷或各衙署者，亦統稱為「蘇拉」。後宮的蘇拉隸屬於太監。清代皇帝每年超過兩百天居住在圓明園等三山五園，妃嬪散居其中，為清代後宮實際所在地，圓明園八旗護軍守衛部分選用蘇拉，各處膳茶房亦有蘇拉。曾有蘇拉漫不留心稽察，令西華門內的清茶房、外果房失火而被重罰。

## 日常起居

### 住所

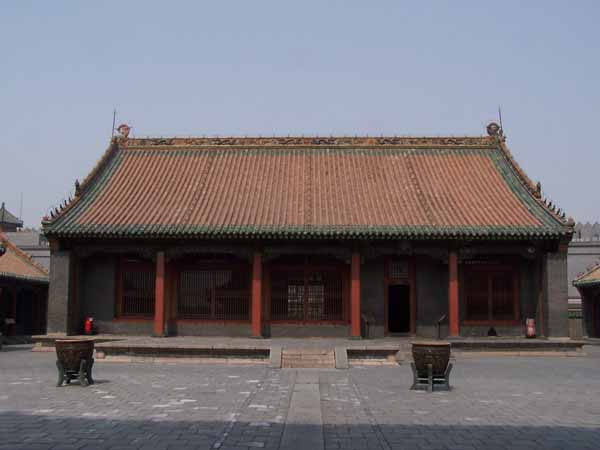
清宁宫，清朝入关前的皇后寢宮

努爾哈赤在位時，在瀋陽中衛城中心部位偏東南角的位置修築宮殿，即現存的大政殿和十王亭。皇太極繼承後金汗位後，才在皇宮原有的基礎上修建新的大內宮殿，並且對瀋陽故宮宮各主要建築正式命名：如命「中宮為清寧宮、東宮為關雎宮、西宮為麟趾宮、次東宮為衍慶宮、次西宮為永福宮」。
清朝入关后，使用紫禁城做为皇宫。雍正帝改以養心殿為寢殿，連帶的使皇后烏拉那拉氏也不再居於皇后中宮的坤寧宮，改以東西六宮之一為居所，往後行成慣例。坤寧宮，受到清朝滿族皇室信仰的薩滿教影響，成為設有神堂與烹煮祭祀所用之肉品的場所，並僅在清帝大婚時作為洞房之用。
后妃所居的東六宮和西六宮，會依居住在內的嬪妃之等級差異，而設置一定數量的宮女和太監服侍。在乾隆朝的活计档中，往往会见到啟祥宮与学手玉匠有关的记载，如：「将收贮玉石子挑好的扎开，仍向外边要学手玉匠几名进启祥宫拉做」；「向造办处要学手玉匠五名，进启祥宫拉做」。有时候，乾隆帝甚至直接传谕「着向造办处广储司将学手小匠役内挑选四名进启祥宫学习玉匠」。這充分表明當時的啟祥宮是技术实施和交流的场所，宮中后妃和宮女不准隨意進出。
康熙朝早期，皇室多在紫禁城周围避暑，清宮档案中就有“移驻瀛台避暑”、“上以天时炎热，恭请太皇太后、皇太后避暑。太皇太后移驻五龙亭，皇太后移驻紫光阁”等的記載，后来才逐渐习惯至京外园林避暑。康熙二十九年（1690年），清廷利用清华园殘存的水脈山石，在其舊址丹菱沜上仿照江南山水營建畅春园。畅春园建成后，成為康熙帝在郊外避暑聽政的離宮，约有一半的时间居住于此處，并且最终在园内的清溪书屋逝世。
雍正帝在位时，曾经在上谕中提到“王大臣等以圣躬素畏炎暑”，卻因要為康熙帝服丧而不能移居到紫禁城外避暑，便想了各种办法减轻居室内的暑气，並且為此扩建了圆明园。乾隆二年（1737年）起，乾隆帝親自主持了圓明園的擴建，廣泛地吸取各地園林的精華，並且融入圓明園的設計中。此后直到1860年的百余年间，清帝在圆明园居住时间多于紫禁城。道光帝因财政問題撤了万寿山清漪园、玉泉山静明园和香山静宜园的陈设，亦取消热河避暑山庄的避暑与木兰围场的秋猎，以翻修圆明三园殿宇。

### 衣食日用
清朝時，凡宮內的事，不許向外傳遞。宮外的事亦不許向宮內傳遞。 而且宮中內廷主位，宮女子，太監等人都需遵守宮規。
后妃生辰時，會依着后妃之間的等級差異而獲得不同的恩賜。

### 會親
根據《國朝宮史》的記載，后妃懷孕時，其生母可以入宮照看，而后妃的本生父母年老，並獲皇帝批准，也可入宮會親，逗留在宮內的時間由數月至一年不等，但家下婦女和其餘外戚不許入宮，然而實際執行上存有差異。
以下為后妃個別會親的部分例子：
乾隆二年八月，高斌之妻帶領兒子進京迎娶兒媳時，被乾隆帝允許入宮探望貴妃高佳氏，乾隆帝賞賜其克食。乾隆五年二月初九日，高斌之妻入宮探望貴妃，期間被乾隆帝賞賜看戲，又被賞賜如意、素珠、綢綾緞匹及克食。
乾隆六年四月初十日，乾隆帝下旨讓內廷主兒柏氏的父母從蘇州前往北京看望她，並表示如果他們年老，可以讓一名子弟跟隨來京，然而後來因柏氏之父柏士彩年已六十九歲，令其夫婦長途往返不能沒有親人扶侍，而且柏士彩次子和女兒年幼，將無人照看，所以最後允許柏氏的父母、兄弟姐妹、兄嫂侄女等八人經水路赴京。
嘉慶七年九月，帝后即將由熱河返京時，皇后突然生病，嘉慶帝特令皇后之父恭阿拉留在熱河照看，待皇后病癒後才回京。嘉慶帝命令總管太監金成，帶領恭阿拉進內面見皇后。
咸豐五年十二月二十六日巳正三刻，懿嬪之母跟隨家下婦人二名，至儲秀宮住宿。
以下為后妃集體會親的部分例子：
道光七年八月，皇后佟佳氏、全貴妃、祥妃、靜妃、和妃、恬嬪、順貴人會親 。
同治元年二月，道光帝琳皇貴妃、彤妃、佳妃、李貴人，以及咸豐帝祺妃、玟妃、璹嬪、玉嬪、婉嬪會親，會親時間為早上卯時至傍晚酉時。

## 稱謂
- 內廷主位、主位：常見於宮廷檔案用於統稱太皇太后、皇太后、皇太妃、皇后和妃嬪等，在內廷的當朝或前朝後宮。以乾隆朝為例，乾清宮主位、壽康宮主位、寧壽宮主位分別為高宗後宮、世宗后宮、聖祖後宮的代稱。根據中国第一历史档案馆所藏的清朝檔案就有：「为备办内廷主位进京事宜事」、「为领取景仁宫主位挪运什物雇觅人夫车辆用过钱文事」及「镶黄旗满洲主位等封号年月及母家姓名册」等等。
- 老祖宗、老佛爺[45]、西佛爺：根據朱家溍《故宮退食錄》的記載，上述三種稱呼均用於太后。
- 皇后主子、主子娘娘、主子、娘娘：這些稱呼不僅見於朱家溍《故宮退食錄》等民間記載，中国第一历史档案馆所藏的清朝檔案就有：「木库道光元年大嫔娘娘二嫔娘娘他他应用杉木冰桶二个清册」、「为呈明送芳太妃娘娘乘用过重顶金黄礼车等至陵寝焚化开除事等」，又聖祖洛贵人的宫女五妞嘗試用小刀自刎後，相關官員向同處当差的太监赵国宝查問時，該太監在口供中均稱洛貴人為主子。
- 主妃：並非官方記載中的稱呼，《我的兩位姑母瑾妃、珍妃》曾有的記載：「姑母踢毽子的姿勢很好看……太監和宮女們在旁邊喝彩叫好：『瑾主妃踢得妙！』」
- 小主兒、小主：並非官方記載中的稱呼，商衍瀛著《珍妃命案》有載宮中太監會對時有賞賜的珍妃竭力奉承，稱其為小主兒，說小主兒大方。

孝莊文皇后布木布泰在順治朝初期就曾被稱為「皇母莊妃」和「聖母」；又荣宪和硕公主於康熙四十五年年底遣使进京朝贡時，进献物品的对象有「太后祖母」、「妃母」等。妃母此稱呼又可見於雍正元年正月二十六日，雍正帝谕礼部的諭旨：「昔年皇考建设妃园寝为妃母等殡所，惟敏妃母一位」，另有妃额娘此稱呼。時为皇子的道光帝在上呈皇父嘉庆帝的奏折中，曾稱孝和睿皇后为「皇母」；醇亲王奕譞的诗文中就曾稱其生母庄顺皇贵妃为「额娘」；内务府绵恺收支账单又有「皇后阿娘」等的稱呼。

## 册封
- 清朝宮規典制訂定；
  - 太皇太后、皇太后用金冊、金寶
  - 皇后用金冊、金寶[46]
  - 皇貴妃、貴妃用金冊、金寶[47]
  - 妃用金冊、金印
  - 嬪有金冊
  - 貴人、常在及答應無金冊、金印

## 宗親貴族妻妾
清廷对宗亲的妻妾都会按制度进行册封，对封号、待遇和人数有详细的规定。
封号如下
- 親王妻封「福晉」，妾封「側福晉」（限封四人）。其餘無封，稱「庶福晉」、「格格」。
- 世子、郡王妻封「福晉」，妾封「側福晉」（限封三人）。其餘無封，稱「庶福晉」、「格格」。
- 長子、貝勒妻封「夫人」，妾封「側室」（限封兩人）。
- 貝子、鎮國公、輔國公妻封「夫人」，妾封「側室」（限封一人）。
- 鎮國將軍、輔國將軍妻封「夫人」，妾無封。
- 奉國將軍妻封「淑人」，妾無封。
- 奉恩將軍妻封「恭人」，妾無封。[50]

## 备注
1. ↑  乾隆帝妃子——容妃和卓氏，有认她与霍集占离弃妻子法蒂玛是同一人。
2. 1 2  康熙五十七年（1718年）四月，康熙帝告诉礼部要册封后宫中六位年龄在四十至六十岁，生育皇子，“虽称妃嫔、尚未受封”的嫔御为妃嫔[7]。

## 參看
- 中國古代後宮制度
- 紫禁城